# Moldova hadereje
Moldova hadereje  a moldáv fegyveres erők, mely szárazföldi és légierőből áll. A Szovjetuniótól függetlenné vált ország saját fegyveres védelmét 1992 október 20-tól gyakorolja. Moldova résztvevője a békepartnerségi (PfP) programnak.

## Történet
Az ország aláírta a fegyverek korlátozásáról szóló CFE-szerződést és 1994 októberében Washingtonban a nukleáris fegyverek korlátozásáról szóló atomsorompó egyezményt. Moldova vállalta, hogy nem állít rendszerbe nukleáris, biológiai és kémiai fegyverzetet. 1994. március 16-án csatlakozott az Észak-atlanti Szerződés Szervezete békepartnerségi (PfP) programjához.
Az első tervek alapján a felállításra tervezett haderő létszáma 12.000 és 15.000 fő körüli volt. Ez a létszám az 1991-ben a kormányhoz hű erők és a Dnyeszter Menti Köztársaság elszakadását támogatók között kirobbant konfliktus során jelentősen megemelkedett, hiszen az ország 18 és 40 év közötti hadra fogható férfi lakosságát mozgósították. 1995-ben a reguláris hadsereg létszáma már csak 11.000 önkéntesből állt és azt tervezték, hogy az amerikai minta alapján átszervezik őket.

## Szárazföldi erő
1994 elején Moldova szárazföldi ereje (A Honvédelmi Minisztérium alárendeltségében) 9800 főt számlált, mely szervezetét tekintve három lövészdandárból, egy tüzérdandárból, egy mélységi felderítő zászlóaljból állt. Felszereltségét tekintve hadrendjébe 56 db ballisztikus rakéta 77 db páncélozott gyalogsági harcjármű, 67 db egyéb gyalogsági harcjármű, 18 db 122 mm-es és 53 db 152 mm-es vontatott ágyútarack, 9 db 120 mm-es páncélelhárító löveg, 70 db 9M111 Fagot páncéltörő rakétarendszer, 19 db 9M113 Konkursz páncéltörő rakéta, 27 db 9K114 Sturm páncéltörő rakéta, egy SPG-9 hátrasiklás nélküli páncéltörő ágyú, 45 db 100 mm-es MT-12-es páncéltörő ágyú, 30 db ZU–23–2 23 mm-es ikercsövű légvédelmi ágyú és 20 db 57 mm-es AZP S-60 légvédelmi ágyú tartozott. Az ország, hogy megvédje területi integritását támogatásként kapott fegyvereket a korábbi szovjet raktárakból és jelentős, de meghatározhatatlan mennyiségű fegyver érkezett Romániából is, különösen a Dnyeszter Menti Köztársaság elszakadásáért küzdők ellen viselt háború tetőpontján.  
2006-07-re azonban a moldovai szárazföldi erők létszáma erősen lecsökkent, létszáma 5710 fő, mely szervezetét tekintve három gépesített lövész dandár, egy tüzér dandár és más kisebb kiszolgáló alakulatokba szerveződött. Fegyverzetét 44 db BMD-1 266 db páncélozott harcjármű és néhány tüzérségi eszköz alkotta.

## Légierő
1994-ben Moldova légiereje 1300 főt számlált, mely szervezetét tekintve egy vadászrepülő ezredből, egy rakéta dandárból és egy helikopter századból állt. Felszereltségét tekintve hadrendjébe 31 db MiG–29 elfogó-vadászrepülőgép, 8 db Mi–8 helikopter, öt szállító repülőgép (köztük egy An–72-es) és 25 db SZ–125 Nyeva–M / SZ–200 honi légvédelmi rakétarendszer tartozott. 
A 86. Harcászati repülő ezred 1952-től Mărculeştiben diszlokált, ezt az alakulatot 1988-ban átfegyverezték MiG–29-esekre. Ez az egység a szovjet időkben a 119. Harcászati repülő hadosztály része volt, melyet 1989 decemberében a Fekete-tengeri Flotta alárendeltségébe helyeztek.
1997. októberben Moldova 21 db MiG–29-es vadászgépet adott el az Amerikai Egyesült Államoknak. Az amerikaiak saját védelmi érdekeikre hivatkozva vették meg valószínűleg Irán elől a gépeket. Az üzlet részeként az értékesített vadászrepülőgépek mellett azok tartalék alkatrészeit és még 500 levegő-levegő rakétát is megszereztek kísérleti célokra. C–17-esekkel két hét alatt átszállították az összes megvásárolt gépet Dayton mellé a Wright-Patterson Air Force Base-re.
2006-ra a MiG–29-eseik java részét eladták vagy leselejtezték és így Moldova légiereje mindössze 2 db An–2 Colts, 1 db An–26 Curl, 2 db An–72 Coalers, 8 db Mi–8 helikopter és 12 db SA–3, melyet 1,040 fős állomány szolgál ki. A légierő fejlesztését tervezi az ország és vizsgálta annak a lehetőségét, hogy használt, hadrendből már kivont román MiG–21-eseket állítsanak újra rendszerbe.

## Moldova haderejének néhány összefoglaló adata

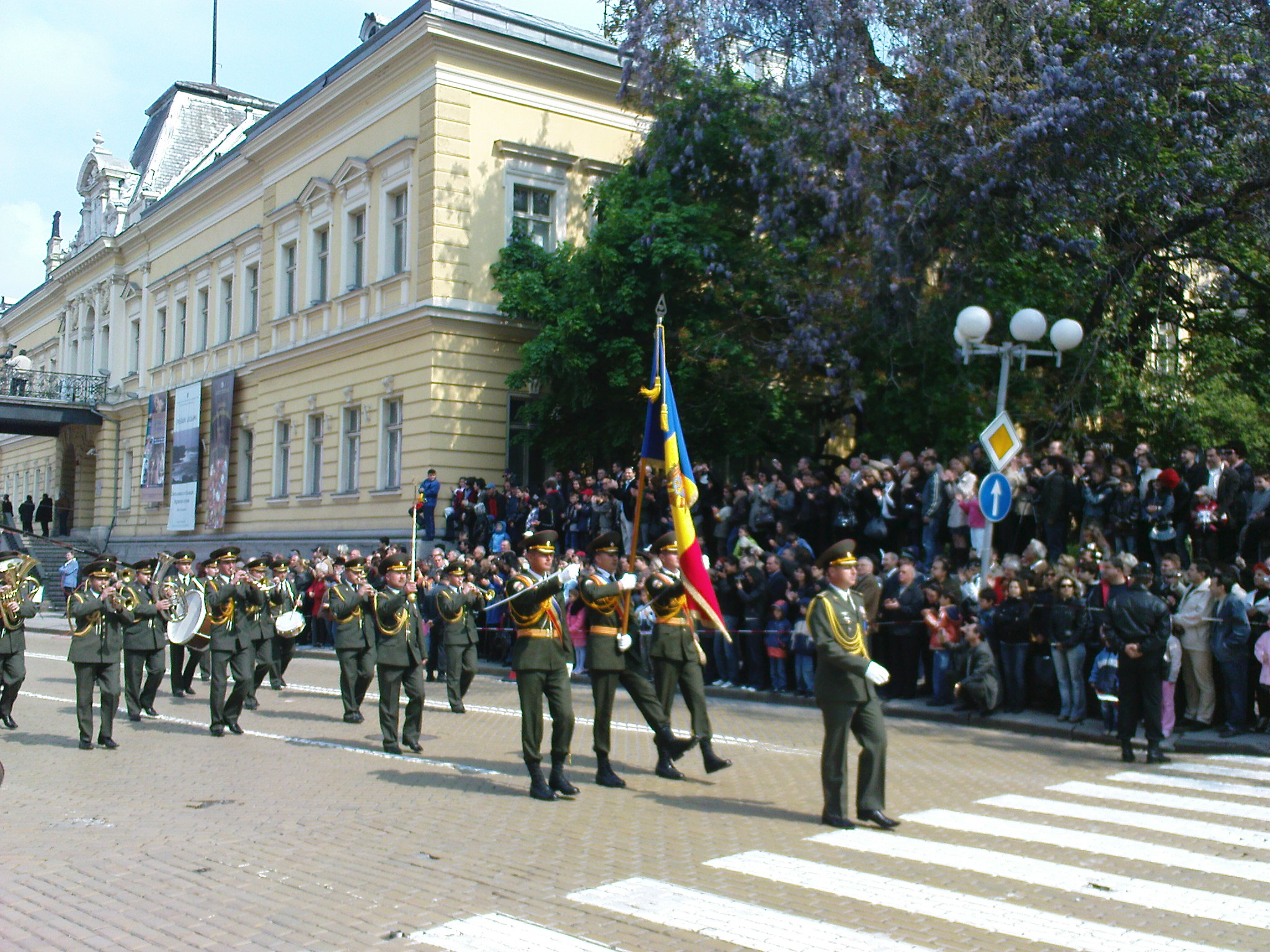
Moldáv katonák katonai parádén Szófiában

- Katonai költségvetés: 12 millió USD, a GDP 0,1%-a. (2011)
- Teljes személyi állomány:11 000 fő (6910 fő aktív)
- Mozgósítható férfi lakosság: 1 150 585  fő, melyből 877 031 fő alkalmas katonai szolgálatra (2010-es becslés).

## Más fegyveres erők az országban
Az ország határain belül Moldova haderején kívül más katonai erő is szerveződött az országban. A Dnyeszter Menti Köztársaság hadereje 5000 fő körül mozog és mellettük még körülbelül 1000 fős kozák haderő is szerveződött. A transznisztriai konfliktus hatása, hogy egyre csökkenő számú, orosz haderő is állomásozik az országban békefenntartóként.

## Fordítás
- Ez a szócikk részben vagy egészben  a   Military of Moldova című angol Wikipédia-szócikk ezen változatának fordításán alapul.  Az eredeti cikk szerkesztőit annak laptörténete sorolja fel. Ez a jelzés csupán a megfogalmazás eredetét és a szerzői jogokat jelzi, nem szolgál a cikkben szereplő információk forrásmegjelöléseként.